# Mirko Kopunović
Mirko Kopunović (Subotica, 1952.) je bački hrvatski pjesnik iz Subotice (Vojvodina, Srbija).
Svoje je pjesme objavljivao u časopisima "Klasje naših ravni" i "Žig"., prije nego što je izdao svoju zbirku pjesama.
Književnik Vojislav Sekelj je njegovu poeziju okarakterizirao kao poeziju otvorene komunikacije, koja traži aktivnog čitatelja, a pjesme mu opisiva kao slikovite i refleksivne, dok je u nekima našao i primjese dadaizma. 
Književnici Tomislav Žigmanov i Vojislav Sekelj su bili recenzentima Kopunovićeve zbirke pjesama "U iskrama nade".
Suradnik je novina "Hrvatska riječ".

## Djela
- U iskrama nade, poezija, 2007.
- U slapovima sna, poezija, 2008.

Svojim djelima je ušao 2009. u antologiju poezije nacionalnih manjina u Srbiji Trajnik (prireditelja Riste Vasilevskog).
Neka djela su mu prevedena i na mađarski jezik, a preveo ih je bački hrvatski književnik Matija Molcer.

## Vanjske poveznice
- Hrv. matica iseljenika  Arhivirana inačica izvorne stranice od 30. travnja 2008. (Wayback Machine) Prva pjesnička zbirka Mirka Kopunovića, 17. rujna 2007.
- Radio-Subotica  Arhivirana inačica izvorne stranice od 11. listopada 2007. (Wayback Machine) Vojislav Sekelj: Vodene iskre, 21. rujna 2007.
- Radio-Subotica  Arhivirana inačica izvorne stranice od 29. prosinca 2007. (Wayback Machine) Tomislav Žigmanov: Uvijek šapat kaplje, 24. prosinca 2007.
- Radio-Subotica[neaktivna poveznica] U Zagrebu predstavljen prvijenac Mirka Kopunovića, 14. travnja 2008.
- Vijenac br.400/2009.  Arhivirana inačica izvorne stranice od 17. srpnja 2009. (Wayback Machine) Budi svoj - Izbor iz suvremenoga hrvatskog pjesništva u Vojvodini (1990–2009)
- [neaktivna poveznica] U iskrama nade Mirka Kopunovića, 11. travnja 2008.
- Kolo br.3-4/2008.  Arhivirana inačica izvorne stranice od 26. kolovoza 2009. (Wayback Machine) Tomislav Žigmanov: Ogoljen u pjesmama pod slapovima sna